# Pohlmann und die Zeit der Wünsche
Pohlmann und die Zeit der Wünsche ist ein deutscher Fernsehfilm von Matthias Tiefenbacher aus dem Jahr 2020, der im Auftrag der ARD-Degeto von der Filmpool Fiction für Das Erste produziert wurde. Die Filmkomödie hat eine Länge von ca. 90 Minuten und wurde am 4. Dezember 2020 im Rahmen der Reihe Endlich Freitag im Ersten erstmals im TV ausgestrahlt.

## Handlung
Nach begangener Fahrerflucht bei einem kleinen Verkehrsunfall muss Tom Pohlmann Sozialstunden im Krankenhaus ableisten. Für den zwangsgestörten Architekten, der unter anderem panische Angst hat, vor Menschen zu sprechen, eine echte Herausforderung. Auf der Kinderstation lernt er Paul Wünsche kennen, der an einer rätselhaften Atemerkrankung leidet. Das einzelgängerische Kind erinnert Tom auf ungewohnte Art und Weise an seine eigene, nicht immer einfache Kindheit.
Im Umgang mit Paul und den anderen kleinen Patienten entdeckt Tom bei sich die Fähigkeit, andere Menschen begeistern zu können. Nicht nur für den Architekten, der bislang mit Kindern so rein gar nichts anfangen konnte, eine unglaubliche Feststellung. Ebenso für das Personal der Kinderstation und auch für Pauls Mutter.
Der alleinerziehenden Sarah steht im Moment das Wasser bis zum Hals. Um ihren pleitegegangenen Kiosk zurückzubekommen, arbeitet sie fast rund um die Uhr und erhofft sich so die Genehmigung für einen Bankkredit. Tom, dem Paul sympathisch geworden ist, versucht ihr das Geld dafür zu schenken, doch Sarah zerreißt wütend den Scheck vor seinen Augen. Dann stellt sich auch noch heraus, dass der Architekt und sein Geschäftspartner nicht ganz unbeteiligt an Sarahs schwieriger Situation sind.
Dennoch gelingt es Tom, Pauls Mutter von seinen ehrlichen Gefühlen zu überzeugen. Daneben hat er auch die Bahnen seiner Firma neu gelenkt, die eigentlich von einem Großkonzern übernommen werden sollte. Dank seiner Übung, vor Menschen endlich reden zu können, überzeugt er die Geschäftsleute von der Fusion abzusehen. Stattdessen übernimmt er die Firma allein, wozu er die nötigen finanziellen Schritte erfolgreich eingeleitet hat.
Zum Heiligen Abend eröffnet Sarah ihren Kiosk. Tom überreicht ihr als Geschenk einen Wochenendaufenthalt für drei Personen in Paris und ein Messer für Paul.

## Produktion
Die Dreharbeiten zu Pohlmann und die Zeit der Wünsche fanden im Zeitraum vom 7. November bis zum 5. Dezember 2019 unter dem Arbeitstitel Pohlmann und die Liebe, in Hamburg und Umgebung statt.
Als Außenkulisse für das Krankenhaus mit dem fiktiven Namen Allgemeines Krankenhaus Hamburg in dem Pohlmann seine Sozialstunden ableisten musste, diente das Hauptgebäude der Asklepios Klinik im Hamburger Bezirk Altona. Die Außenaufnahmen rund um den fiktiven Kiosk von Mutter Sarah, entstanden in der Alten Holstenstraße im Stadtteil Hamburg-Bergedorf. Dort diente ein denkmalgeschütztes Toilettenhäuschen (gebaut um 1920 – heute ein Eiscafé) als entsprechende Kulisse.

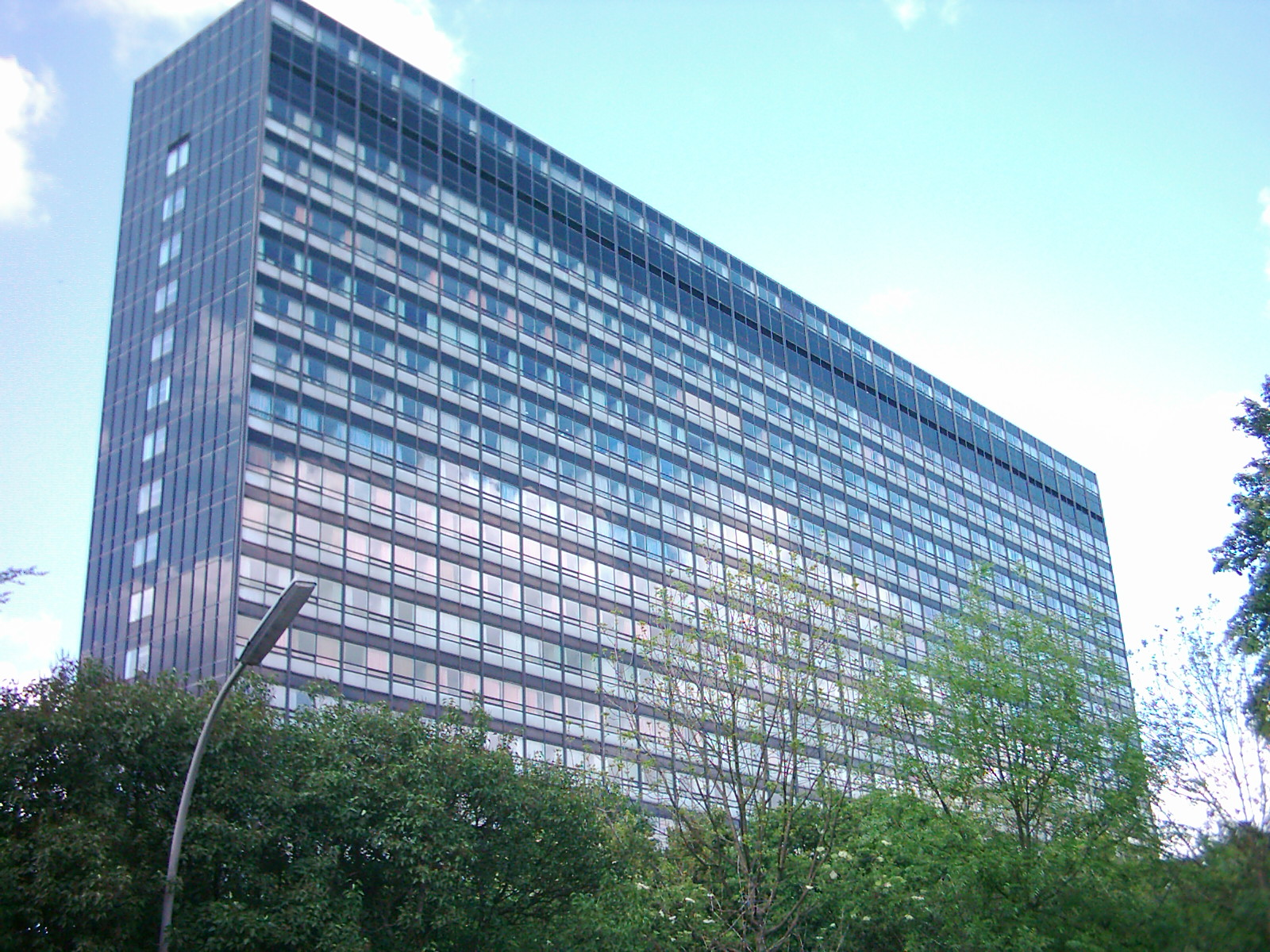
Die Asklepios Klinik Altona trägt im Film den Namen Allgemeines Krankenhaus Hamburg

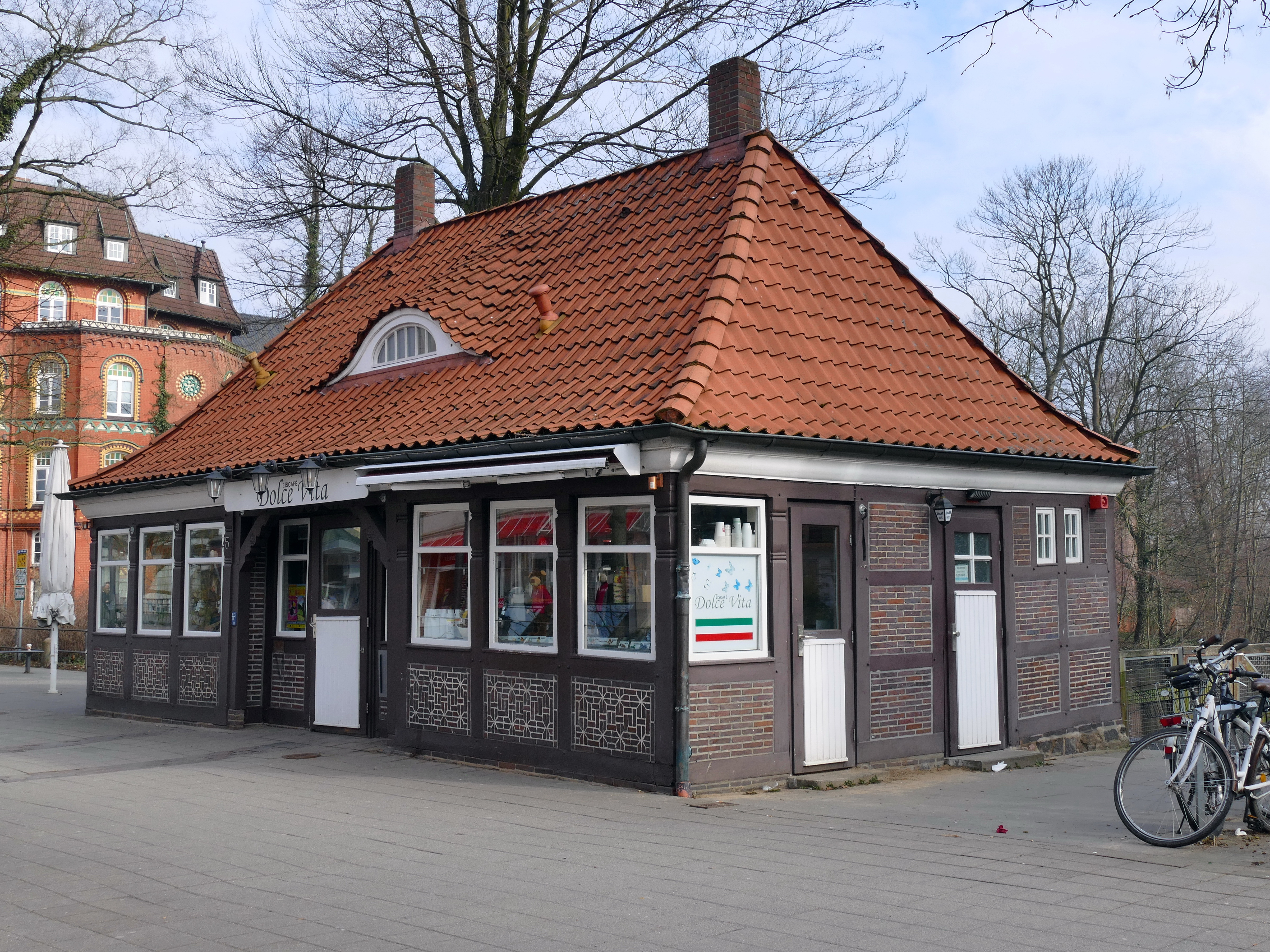
Gebaut um 1920 als Toilettenhäuschen – heute Kulturdenkmal, Eiscafé und im Film Kulisse für den Kiosk

## Rezeption

### Kritik
Tilmann P. Gangloff von tittelbach.tv vergab viereinhalb von sechs Sternen und nannte Pohlmann und die Zeit der Wünsche einen „kitschfreie[n] Film“ der „nicht die gönnerhafte Nachsicht [brauche], mit der man als Kritiker in der Weihnachtszeit gern mal gefühlvollen Fernsehfilmen begegnet“. Darüber hinaus lobte er Tiefenbachers „süffigen Erzählfluss ohne Redundanz, der dem Alltagsrhythmus nachempfunden ist“ und ebenso die „vorzügliche Besetzung“ der Hauptrollen.
Oliver Armknecht meinte auf film-rezensionen.de, dass in diesem Film einfach „zu viel zu schnell [geschehe], um irgendwie glaubhaft zu sein“ und es der Zuschauer auch durchaus als langweilig empfinden könnte, dass „sowohl bei der Geschichte wie auch den Figuren auf Autopilot geschaltet“ wurde. Trotz implementierten „Wohlfühlfaktor“ der natürlich auch irgendwie gut tut, bleibt laut Armknecht unter dem Strich aber nur „ein Film, der seinen mangelnden Gehalt mit umso mehr Zucker zu verdecken versucht“ – eine „harm- und ambitionslose Berieselung“.
„Dieses Märchen macht Romantiker wunschlos glücklich“, meinten die Kritiker der Fernsehzeitschrift TV Spielfilm über den Film und bewerteten diesen mit dem Daumen nach oben.

### Einschaltquoten
Die Erstausstrahlung von Pohlmann und die Zeit der Wünsche am 4. Dezember 2020 wurde in Deutschland von 3,96 Millionen Zuschauern gesehen und erreichte einen Marktanteil von 12,3 % für Das Erste.